# Kanton Dunkerque-Est
Kanton Dunkerque-Est (francouzsky Canton de Dunkerque-Est) je francouzský kanton v departementu Nord v regionu Nord-Pas-de-Calais. Tvoří ho šest obcí.

## Obce kantonu
- Cappelle-la-Grande
- Coudekerque-Branche
- Dunkerk (východní část)
- Grande-Synthe
- Leffrinckoucke
- Mardyck
- Petite-Synthe
- Téteghem
- Zuydcoote